# Avram Davidson
Avram Davidson (* 23. April 1923 in Yonkers, New York; † 8. Mai 1993 in Bremerton, Washington) war ein US-amerikanischer Autor jüdischer Abstammung, der Fantasy, Science-Fiction und Kriminalgeschichten schrieb, sowie weitere Werke, die sich nicht eindeutig einem Genre zuordnen lassen. Er wurde mit dem Hugo Award, dem Locus Award und dreimal mit dem World Fantasy Award in den Kategorien Science-Fiction und Fantasy ausgezeichnet. Des Weiteren erhielt er einen World Fantasy Life Achievement Award, einen Queen’s Award und einen Edgar Allan Poe Award in der Kategorie Beste Kurzgeschichte.
Davidson war von 1962 bis 1964 Redakteur der Zeitschrift The Magazine of Fantasy & Science Fiction. Sein letzter Roman, The Boss in the Wall: A Treatise on the House Devil, wurde von Grania Davis fertiggestellt und war Finalist in der Endausscheidung um den Nebula Award im Jahr 1998.

## Leben
Davidson studierte Anthropologie an der New York University und diente als Sanitäter im United States Marine Corps im Pazifik während des Zweiten Weltkrieges. Er setzte sein Studium nach dem Krieg zunächst fort, ging jedoch 1948/49 nach Israel, um sich auf Seiten der israelischen Armee an den Kämpfen zu beteiligen, von denen die Staatsgründung begleitet wurde.
Seine Karriere als Schriftsteller begann Davidson als Talmud-Lehrer um 1950. Es war daher überraschend, dass er in den 1970er Jahren zur japanischen Tenrikyō-Religion konvertierte. Obwohl er im Ruf stand, schnell wütend zu werden, wenn jemand an seinen Arbeiten herumpfuschte oder sie missverstand, galt er doch als ein hervorragender Geschichtenerzähler, seine Freunde beschrieben ihn als extrem großzügig.
Davidson war Mitglied der Swordsmen and Sorcerers’ Guild of America (SAGA), einer losen Gruppe von Fantasy-Autoren, die in den 1960ern gegründet wurde. Einige seiner Werke wurden von Lin Carter in seinen Flashing Swords!-Sammlungen herausgegeben.
Während er von 1962 bis 1964 das Magazine of Fantasy & Science Fiction herausgab, lebte er in Mexiko, später in Belize. 1970 lebte er in Novato in Kalifornien, zog aber später in die Nähe von San Francisco. Seinen Lebensabend verbrachte er im Staat Washington. Er verstarb im Alter von 70 Jahren am 8. Mai 1993 in Bremerton an einem Herzinfarkt.
Davidsons Exfrau Grania Davis bearbeitete und veröffentlichte mehrere seiner unveröffentlichten Arbeiten. Wegen der Schoah wünschte der Autor keine deutschen Übersetzungen seiner Werke; deswegen gibt es in deutscher Sprache nur vereinzelte Kurzgeschichten (siehe Bibliografie).

## Werk
Davidson schrieb seit den 1950ern Geschichten für Zeitschriften, seine erste Geschichte erschien im Commentary Magazine, einer jüdischen Zeitschrift. Die erste SF-Story My Boy Friend’s Name Is Jello erschien 1954 in F&SF.
Seine bekanntesten Werke sind die Romane um Vergil Magus, einen mittelalterlichen Zauberer, der seinen Ursprung in einer mittelalterlichen Legende hat, die auf den römischen Dichter Vergil zurückgeht. Ebenso bekannt sind die Peregrine-Romane, die kurz nach dem Fall des Römischen Reiches spielen, oder die Jack-Limekiller-Geschichten, die von einem Kanadier handeln, der in einem fiktiven zentralamerikanischen Land lebt, das dem Belize der 1960er nachgebildet ist. Ebenfalls bekannt sind die Geschichten um den Detektiv Dr. Eszterhazy, der in einem mythischen Land lebt, das sowohl Ungarn als auch einen Großteil des Balkans umfasst.
Avram Davidson schrieb dutzende Kurzgeschichten, die sich nicht eindeutig einem Genre zuordnen lassen, sowie die Adventures in Unhistory-Aufsätze. Diese befassen sich mit dem Priesterkönig Johannes und waren so ausführlich recherchiert, dass manche Magazine sie sogar als Tatsachenberichte veröffentlichten.
In einer Geschichte von Davidson kann sehr wenig Handlung ablaufen, da er sehr ausführlich und detailliert Situationen beschreibt, eine Vorgehensweise, von der jungen Autoren oft abgeraten wird. Dabei kann es vorkommen, dass Davidson seitenlange Sätze mit unzähligen Kommas und Strichpunkten verwendet oder unbedeutende Abschweifungen zu Beginn einer Geschichte einsetzt. Der Erfolg von Davidson mit diesen Techniken kommt von seiner Fähigkeit, mit Wörtern und Erzählstrukturen umgehen zu können, einem großen Wissen und einer komischen Sicht auf die Welt, die von vielen als exzentrisch angesehen werden.
Davidsons 1958 veröffentlichte Erzählung Or All the Seas with Oysters (deutsch: Oder alle Meere voll Austern) wurde mit dem Hugo Award ausgezeichnet und wird von manchen als Ursprung einer nicht ganz ernst gemeinten urbanen Legende gehandelt, nach der Fahrräder einen Lebenszyklus haben, der als Büroklammer beginnt, dann in einen Kleiderhaken übergeht und schließlich als Fahrrad endet. Der englische Fantasy-Autor Terry Pratchett verwendete diese Idee in seinem Scheibenwelt-Roman Gevatter Tod.
Für seine Kurzgeschichtensammlung The Enquiries of Doctor Eszterhazy aus einer magischen Parallelwelt des 19. Jahrhunderts erhielt Davidson 1976 den World Fantasy Award und 1979 nochmals für seine Kurzgeschichte Naples. 1986 wurde er für sein Lebenswerk mit einem weiteren World Fantasy Award gewürdigt. Das Krimi-Pendant zum Hugo, den Edgar Allan Poe Award, gewann er 1962 in der Kategorie Best Short Story für die Erzählung Affair at Lahore Cantonment.

## Bibliografie
Vergil Magus-Serie
- The Phoenix and the Mirror, Doubleday, 1969
- Vergil in Averno, Doubleday, 1987
- The Scarlet Fig; or Slowly through a Land of Stone; Rose Press, 2005
- The Other Magus, in Edges, herausgegeben von Ursula K. Le Guin und Virginia Kidd, Berkley, 1980
- Vergil and the Caged Bird, Amazing, Januar 1987
- Vergil and the Dukos: Hic Inclusus Vitam Perdit, or The Imitations of the King, Asimov’s, September 1997, Seiten 102–113
- Vergil Magus: King without Country, mit Michael Swanwick, Asimov’s, Juli 1998

Peregrene-Serie
- Peregrine: Primus, Walker, 1969
- Peregrine: Secundus, Berkley paperback, 1981

Einzelromane
- Joyleg, A Folly, Pyramid, 1962 (mit Ward Moore)
- Mutiny in Space, Pyramid Books, 1964
- Masters of the Maze, Pyramid Books, 1965
- Rork!, Berkley Medallion, 1965
- The Kar-Chee Reign, Ace, 1966
- Clash of the Star-Kings, Ace, 1966
- Rogue Dragon, Ace, 1966
- The Enemy of My Enemy, Berkley, 1966
- The Island Under the Earth, Ace, 1969
- Ursus of Ultima Thule, Avon, 1973
- Marco Polo and the Sleeping Beauty, Baen Books, 1987 (mit Grania Davis)
- The Boss in the Wall, A Treatise on the House Devil, Tachyon Publications, 1998 (mit Grania Davis)

Kurzgeschichtensammlungen
- Or All the Seas with Oysters, Berkley, 1962
- What Strange Stars and Skies, Ace, 1965
- Strange Seas and Stories, Doubleday, 1971
- The Best of Avram Davidson, Doubleday, 1979
- The Adventures of Doctor Eszterhazy, Owlswick Press, 1990 (enthält alle veröffentlichten Dr.-Eszterhazy-Geschichten, eine erweiterte Ausgabe des preisgekrönten The Enquiries of Doctor Eszterhazy von 1975)* Adventures in Unhistory, Owlswick, 1993
- The Avram Davidson Treasury, Tor, 1998 (hrsg. von Robert Silverberg)
- The Investigations of Avram Davidson, Owlswick, 1999 collected mystery stories
- Everybody Has Somebody in Heaven: essential Jewish tales of the spirit, Devora, 2000 (hrsg. von Jack Dann und Grania Davis)
- The Other Nineteenth Century, Tor, 2001
- Limekiller, Old Earth Books, 2003 (enthält alle veröffentlichten Limekiller-Geschichten)

Ins Deutsche übersetzte Kurzgeschichten
- Hilfe! Ich bin Dr. Morris Goldpepper (Help! I Am Dr. Morris Goldpepper), in: Der Teufel Rastignac (Utopia Zukunftsroman 421), hrsg. von Lore Matthaey, Pabel 1965.
- Die sechste Jahreszeit (The Sixth Season), in: Anders als wir Menschen (Utopia Zukunftsroman 423), Pabel 1965.
- Die Kamera des Montavarde (The Montavarde Camera), in: Die steinernen Tränen (Utopia Zukunftsroman 424), hrsg. von  Lore Matthaey, Pabel 1965.
  - Auch: Die Montavarde-Kamera, in: Traumreich der Magie, hrsg. von Terry Carr & Martin Harry Greenberg, Heyne 1985. ISBN 3-453-31262-7
- Königskrankheit (King’s Evil), in: Jenseits des Spektrums (Utopia Zukunftsroman 425), Pabel 1965.
- Schicksal aus Bohnen (The Woman Who Thought She Could Read), in: Das Rätsel der achten Farbe (Utopia Zukunftsroman 426), Pabel 1965.
- Die Primitiven von Barnumland (Now Let Us Sleep), in: Fort mit dem Alten (Utopia Zukunftsroman 427), hrsg. von  Lore Matthaey, Pabel 1965.
  - Auch: Die Primitiven, in: Stürme auf Siros, hrsg. von Wulf H. Bergner, Heyne 1971.
- Ich verstehe nicht, Sir! (I Do Not Hear You, Sir), in: Sie stahlen seine Welt (Utopia Zukunftsroman 428), Pabel 1965.
- Herr der Geier und Schakale (Up the Close and Doun the Stair), in: Der Massenmensch (Utopia Zukunftsroman 430), hrsg. von Lore Matthaey, Pabel 1965.
- Der Golem (The Golem), in: Eiland des Todes (Utopia Zukunftsroman 432), hrsg. von Lore Matthaey, Pabel 1965.
- Himmelreich (Summerland), in: Der rote Wahnsinn (Utopia Zukunftsroman 433), Pabel 1965.
- Regeneration (Or All the Seas with Oysters), in: Science-Fiction-Cocktail, Band I (Utopia Zukunftsroman 435), hrsg. von Lore Matthaey, Pabel 1965.
  - Auch: Oder alle Meere voll Austern, in: Das Forschungsteam (Bibliothek der Science Fiction Literatur 13), hrsg. von Isaac Asimov, Heyne 1982. ISBN 3-453-30804-2
- Der Rufmörder (Author, Author), in: Science-Fiction-Cocktail, Band II (Utopia Zukunftsroman 436), hrsg. von Lore Matthaey, Pabel 1965.
- Mein Freund Jello (My Boy Friend's Name Is Jello), in: Science-Fiction-Cocktail (Utopia Zukunftsroman 437), hrsg. von Lore Matthaey, Pabel 1965.
  - Auch: Ich hab 'nen Freund, und der heißt Jello, in: Von Matheson bis Shaw (Bibliothek der Science Fiction Literatur 97), hrsg. von James Gunn, Heyne 1992. ISBN 3-453-05417-2
- Groß ist Diana! (Great is Diana!), in: Das kosmische Rad (Utopia Zukunftsroman 456), hrsg. von Lore Matthaey, Pabel 1965.
- Der Granthazwischenfall (The Grantha Sighting), in: Die Schreckenswaffe (Utopia Zukunftsroman 461), hrsg. von Lore Matthaey, Pabel 1965.
- Negra sum (Schwarz bin ich …) (Negra sum), in: Sieben aus Raum und Zeit (Utopia Zukunftsroman 474), hrsg. von Lore Matthaey, Pabel 1966.
- Solange die Sonne aufgeht und das Gras wächst (Or the Grasses Grow), in: Die galaktische Prüfung (Utopia Zukunftsroman 485), hrsg. von Lore Matthaey, Pabel 1966.
- Das Nebenprodukt (Jury-Rig), in: Das Schiff der Schatten, hrsg. von Wulf H. Bergner, Heyne 1970.
- Der Prämienjäger (The Bounty Hunter), in: Titan 20, hrsg. von Brian W. Aldiss & Wolfgang Jeschke, Heyne 1983. ISBN 3-453-30926-X
- Karawane nach Illie (Caravan to Illiel), in: Vier Ellen Drachenhaut, hrsg. von Lin Carter, Pabel 1978.
- Der andere Magus (The Other Magus), in: Kanten, hrsg. von Virginia Kidd & Ursula K. Le Guin, Heyne 1983. ISBN 3-453-30954-5
- Die neuen Zombies (The New Zombies), in: Grenzflächen, hrsg. von Virginia Kidd & Ursula K. Le Guin, Heyne 1985. ISBN 3-453-31140-X
- Drachengold (The Ceaseless Stone), in: Utopia der Detektive, hrsg. von Isaac Asimov, Martin H. Greenberg & Charles G. Waugh, Bastei-Lübbe 1986. 3-404-23057-4
- Ein sanftes Ruhekissen (A Good Night’s Sleep), in: Insekten im Bernstein, hrsg. von Manfred Kluge, Heyne 1988. ISBN 3-453-30668-6
- Das letzte Gebot (The Last Article), in: Hiroshima soll leben!, hrsg. von Karl Michael Armer, Heyne 1990. ISBN 3-453-04308-1
- Brutzeit (Hatching Season), in: Das große Dinosaurier-Lesebuch, hrsg. von Jack M. Dann & Gardner Dozois, Goldmann, 1992. ISBN 3-442-08233-1
- Der Lockvogel (The Decoy Duck), in: Die Erben des Rings, hrsg. von Martin H. Greenberg, Bastei-Lübbe 1996. ISBN 3-404-13803-1
- Der Ring des Herzogs Pasquale (Duke Pasquale’s Ring), in: Magische Katzen, hrsg. von Jack M. Dann & Gardner R. Dozois, Heyne 1996. ISBN 3-453-09316-X
- Der komische alte Vogel (The Odd Old Bird), in: Gefährliche Possen, hrsg. von Peter Haining, Heyne 1997. ISBN 3-453-13343-9
- Milord Sir Smiht, der englische Magier (Milord Sir Smiht, the English Wizard), in: Hokus, Pokus, Hexenschuß, hrsg. von Mike Ashley, Bastei-Lübbe 2002. ISBN 3-404-20451-4

Ellery-Queen-Bücher
- And on the Eighth Day, Random House, 1964 (dt. Mord im Paradies, Ullstein, 1980)
- The Fourth Side of the Triangle, Random House, 1965 (dt. Des Dreiecks vierte Seite, Scherz, 1998)

Die beiden Bände wurden von Davidson anhand ausführlicher Entwürfe der Schöpfer und Hauptautoren der Reihe, Frederick Dannay und Manfred Bennington Lee, ausgearbeitet und von diesen wiederum überarbeitet.

## Zitate
- „Avram Davidson did wonderful work like that, in using obsolete place names, and he had these funny little European countries that don't actually exist, but if you look back, he's taking a place name from the third century AD, or something like that, and saying to himself: "Suppose this place survived as an entity with that name? Here it is." Davidson was a fine, fine writer.“ – Gene Wolfe[5]

(„Avram Davidson vollbrachte eine so wundervolle Arbeit, indem er erloschene Ortsnamen gebrauchte, und es gibt bei ihm diese lustigen kleinen europäischen Länder, die heute nicht mehr existieren, aber wenn du zurückschaust, dann nahm er einen Ortsnamen von 300 n. Chr. oder etwas in dieser Art und sagte zu sich: "Stell dir vor, dieser Ort hätte komplett mit diesem Namen überlebt! Hier ist er." Davidson war ein feiner, feiner Schriftsteller.“)